# 維利梅湖

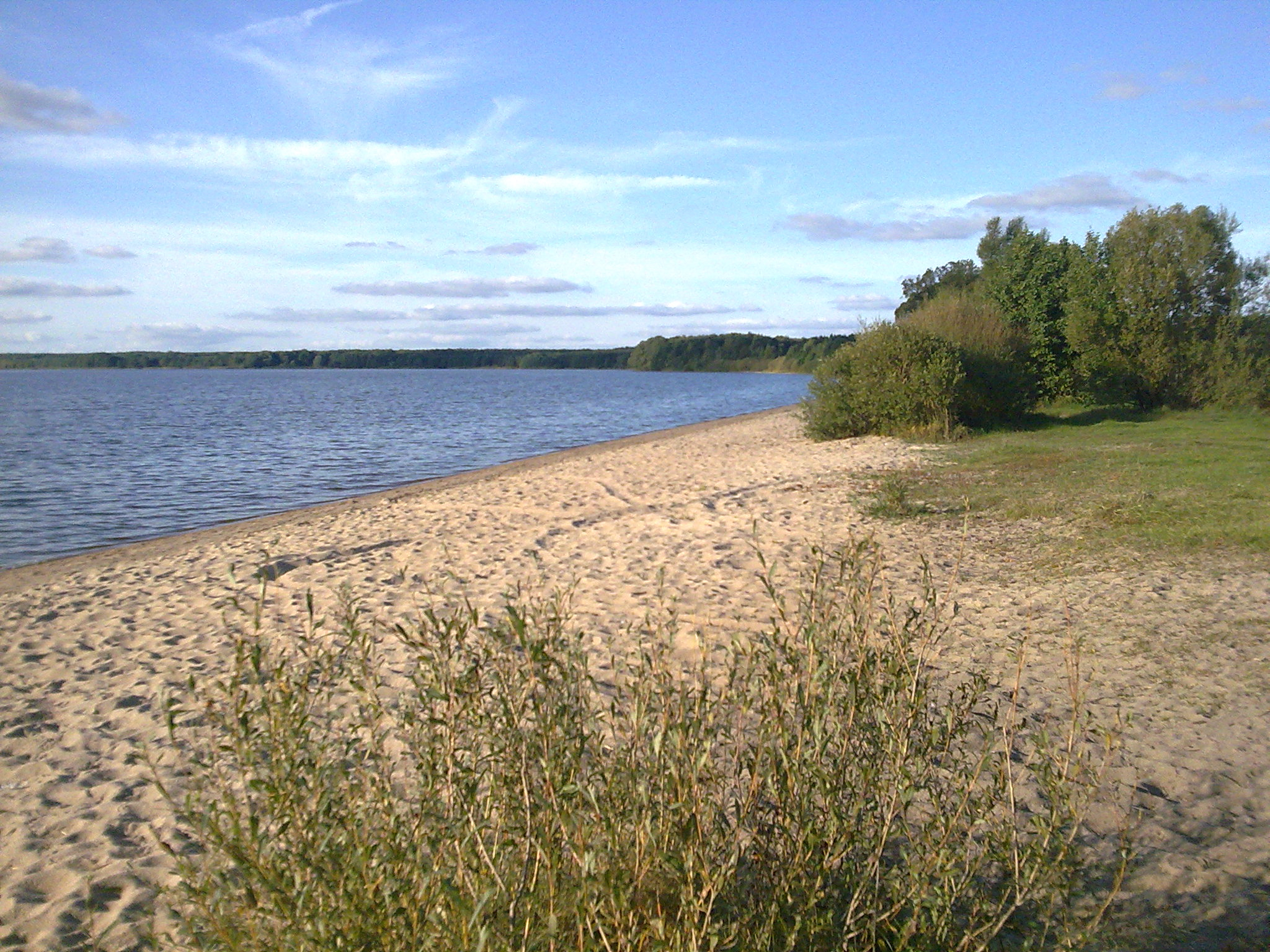
維利梅湖

維利梅湖（波蘭語：Wielimie）是波蘭的湖泊，位於該國西北部西波美拉尼亞省，長7公里、寬4.9公里，面積18.65平方公里，海拔高度133米，平均水深2.2米，最大水深5.5米，湖中有10座島嶼。